# Zjitji ljoedi
Zjitji ljoedi (Russisch: Житьи люди; "middenklasseburgers") vormden in de 14e en 15e eeuw een sociale klasse binnen de middeleeuws-Russische democratische Republiek Novgorod (Groot-Novgorod) die stond tussen de adellijke bojaren en de handelslieden. De zjitji ljoedi waren landeigenaren die zich actief bezighielden met de handel, de straten bestuurden en deelnamen aan gezantschappen en de magistratuur.
In de 12e en 13e eeuw lijkt het begrip nog niet algemeen gebruikt te zijn, daar de term pas voor het eerst opduikt in een document van de Novgorodse prins Vsevolod Mstislavitsj, betreffende de Heilige Johannes de Doperkerk op een gietraam omstreeks 1135. Met de val van de Republiek Novgorod in 1478 werden veel zjitji ljoedi door Ivan III verplaatst naar centrale oejezden van Moskovië. De zjitji ljoedi bestonden ook in Pskov, Tver en Vjatka. Het begrip raakte in verval in de 16e eeuw.